# Locarno (Varallo)
Locarno (Lucarn in piemontese) è una frazione di Varallo, sita sulla riva destra orografica del fiume Sesia, alla confluenza del torrente Duggia, circondata dai monti Luvot, Castello di Gavala e Becca di Res. Fino al 1926 costituiva comune autonomo.

## Storia
La prima notizia storica dell'esistenza di Locarno risale al 6 marzo 1083 quando la località viene menzionata in una donazione del conte Guido II di Pombia a favore dell'abbazia di Cluny, alla quale venivano donate la Chiesa di San Dionigi e un manso detto "de Vedale da Locarne", oltre a molte altre proprietà in Valsesia. Locarno entrò quindi a far parte del patrimonio del priorato di San Pietro di Castelletto, una fondazione cluniacense con sede a Castelletto Cervo; nel 1184 tra le proprietà del priorato figurano: "ecclesiam Sancti Dionisii de Locarno et ipsam villam in integrum cum suis pertinentiis".